# Complexe majeur d'histocompatibilité de classe I
Pour un article plus général, voir complexe majeur d'histocompatibilité.
 (juin 2013).
Si vous disposez d'ouvrages ou d'articles de référence ou si vous connaissez des sites web de qualité traitant du thème abordé ici, merci de compléter l'article en donnant les références utiles à sa vérifiabilité et en les liant à la section « Notes et références ».

Représentation schématique du CMH de classe I.

Les molécules du complexe majeur d'histocompatibilité de classe I (CMH I) sont des glycoprotéines retrouvées de façon quasi-ubiquitaire à la surface des cellules nucléées des vertébrés à mâchoires (le CMH I est présent sur toutes les cellules nucléées sauf les cellules germinales)1.
Il est composé d'une chaîne lourde alpha et d'une chaîne légère, la microglobuline bêta 2. Les domaines α1 et α2 de la chaîne lourde forment une poche qui contient un peptide antigénique d'environ neuf acides aminés et de masse 12 kDa 2.  Le complexe CMH I associé à ce peptide antigénique est reconnu par les  lymphocytes T CD8 (notés parfois LT8) qui participent à la surveillance immunitaire. Une diminution de l'expression du CMH I à la surface des cellules déclenche l'activité des lymphocytes NK qui détruisent la cellule. Ceci permet d'éliminer les cellules tumorales ou infectées qui échappent au système immunitaire « classique » en diminuant l'expression du CMH I.
En cas d'infection d'une cellule par un virus, cette dernière présente dans la poche le déterminant antigénique de son hôte pathogène, entraînant alors une reconnaissance par les lymphocytes T CD8 du soi modifié.
Le CMH I possède sur son domaine  α3 un site de fixation pour la molécule CD8, renforçant ainsi l'interaction avec les lymphocytes T cytotoxiques.
Dans la maladie nommée le syndrome du lymphocyte nu (angl. bare lymphocyte syndrome), on observe une absence d'expression des molécules du CMH I due à l'absence des transporteurs TAP1 et TAP2 nécessaires au transport et à la fixation du peptide antigénique sur la molécule du CMH I 3.
Les CMH I jouent un rôle important dans la plasticité neuronale,.